# White Stone
White Stone és una població dels Estats Units a l'estat de Virgínia. Segons el cens del 2000 tenia 358 habitants.

## Demografia
Segons el cens del 2000, White Stone tenia 358 habitants, 163 habitatges, i 101 famílies. La densitat de població era de 139,6 habitants per km².
Dels 163 habitatges en un 27% hi vivien nens de menys de 18 anys, en un 52,1% hi vivien parelles casades, en un 8% dones solteres, i en un 38% no eren unitats familiars. En el 32,5% dels habitatges hi vivien persones soles el 22,1% de les quals corresponia a persones de 65 anys o més que vivien soles. El nombre mitjà de persones vivint en cada habitatge era de 2,2 i el nombre mitjà de persones que vivien en cada família era de 2,73.
Per edats la població es repartia de la següent manera: un 19,8% tenia menys de 18 anys, un 7% entre 18 i 24, un 25,4% entre 25 i 44, un 26% de 45 a 60 i un 21,8% 65 anys o més.
L'edat mediana era de 42 anys. Per cada 100 dones de 18 o més anys hi havia 82,8 homes.
La renda mediana per habitatge era de 28.125 $ i la renda mediana per família de 31.875 $. Els homes tenien una renda mediana de 31.500 $ mentre que les dones 22.000 $. La renda per capita de la població era de 17.835 $. Entorn del 6,7% de les famílies i el 13,9% de la població estaven per davall del llindar de pobresa.

## Poblacions més properes
El següent diagrama mostra les poblacions més properes.